# WikiNodes
WikiNodesとはApple iPadに対応したアプリケーションでIDEA.orgが開発している。タブレットでウィキメディアを閲覧する初めてアプリケーションで放射状木を使うことで記事と記事のサブセクションがどのように相互しているか可視化できるようになっていて、アイコンで示した関連項目（記事、もしくは記事の節）を画面いっぱいにクモの巣状に表示している。

## 概要
2010年、#edchat's 35 Best Web 2.0 Classroom Toolsに選出され 、2011年6月にアメリカ学校図書館協議会の"best for teaching and learning" awardを受賞したSpicyNodesという可視化技術を使用している。
ユーザーインターフェースは以下2つのディスプレイモードで成り立っている:
- ページビュー -- 主なウィキペディアのウェブサイトを見るようにウィキペディアの記事をロングフォームで表示している[5]。
- ノードビュー -- マインドマップのようにウィキペディアの記事を節別に分割し、関連項目にリンクする[6]。ユーザーはノードをドラッグすることができ、ノードをタップすると詳細が表示される。節の内容を読むためにスクロールするパネルも付いている[7]。また、記事間の関係を視覚的にみることができる[8][9]。2011年6月現在、言語別ウィキペディア記事数 上位36言語に対応している。

## 評価
2011年5月28日より一週間にアップルのアメリカ合衆国などのApp Storeの「スタッフおすすめ」に選出され、「注目すべき新アプリ」と評された。また、脚注にある通り数多くのブロガーに好意的に取り上げられた。